# María Amalia de Orleans
María Amalia de Orleans (Sevilla, 28 de agosto de 1851 - ibidem, 9 de noviembre de 1870) fue una princesa hispano-francesa muerta en su juventud.

## Biografía
Fue la segunda de los hijos del matrimonio formado por el príncipe francés Antonio de Orleans, duque de Montpensier, y la infanta de España, Luisa Fernanda de Borbón. Fueron sus padrinos de bautismo su abuela paterna, la reina María Amelia de Borbón-Dos Sicilias, y su tío paterno, Enrique de Orleans, duque de Aumale.
Sus padres se habían establecido en Sevilla tras la Revolución de 1848 que derrocó a su abuelo paterno Luis Felipe, rey de los franceses.
Antes de su nacimiento, la reina Isabel II de España, hermana de su madre, declaró que el hijo o hija que naciera en el parto de su hermana sería infante de España, y había determinado el ceremonial para su nacimiento.

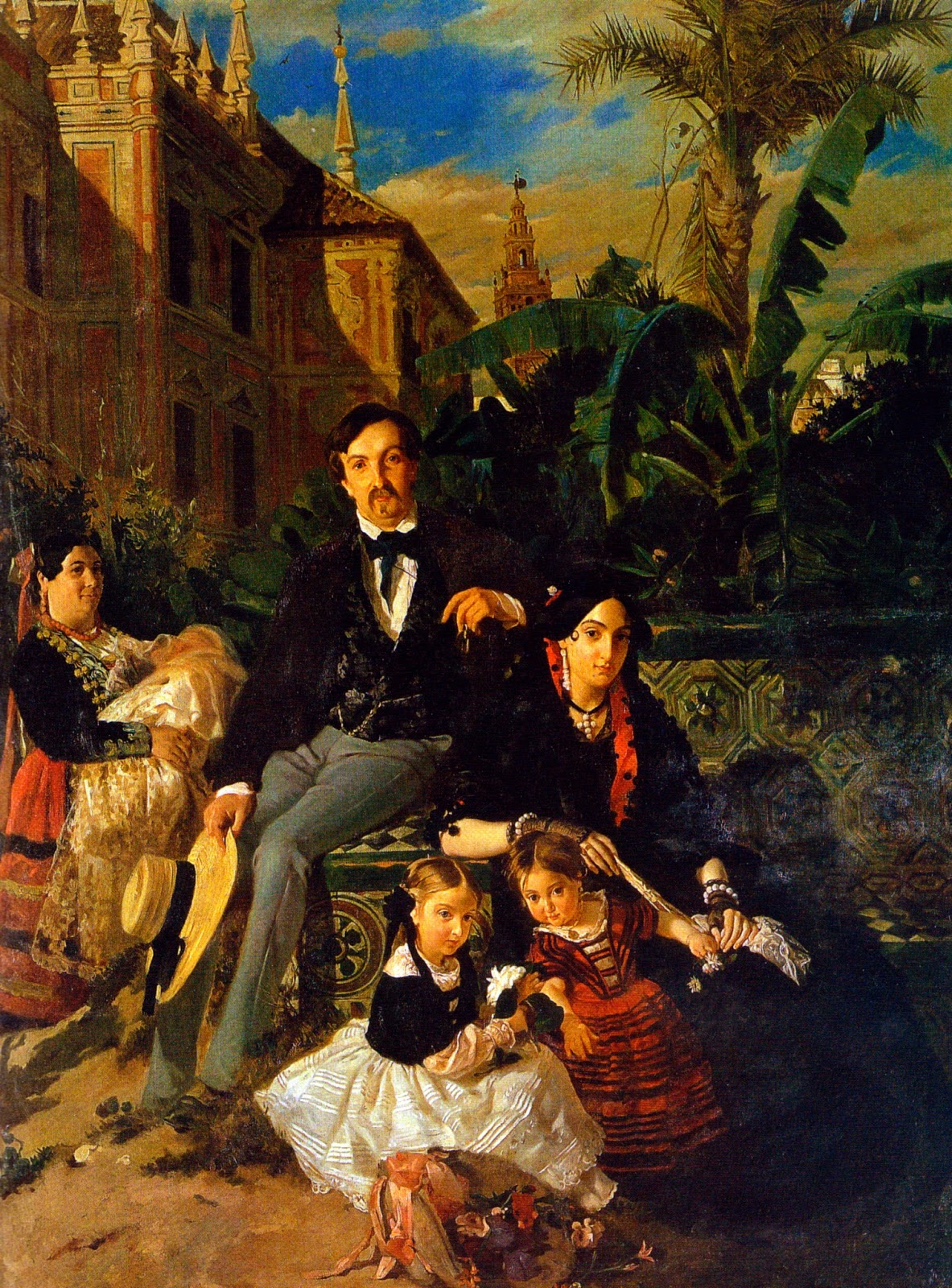
María Amelia junto con sus padres y hermanas, Isabel (futura condesa de París) y María Cristina (en brazos de su ama), en los jardines del palacio de San Telmo (c. 1853)

A finales del mes de septiembre de 1851, fue presentada a la Virgen en la catedral de Sevilla en una ceremonia de carácter oficial en la que participaron tanto sus padres como las autoridades políticas y religiosas de la ciudad.
Su vida transcurrió principalmente entre el palacio de San Telmo, residencia de sus padres en Sevilla, y el resto de posesiones de los Orleans en Sanlúcar.
Fue aficionada al piano y al dibujo, demostrando talento en este último arte.
Se barajaron sus matrimonios con Augusto de Portugal y con su primo, Fernando de Orleans, duque de Alençon. De este último se decía que estaba enamorada.
En 1868, con motivo de la Revolución Gloriosa, partió al exilio junto con el resto de su familia. Se asentaron en Francia, posteriormente en Lisboa, y de nuevo en Francia. En 1870 volvieron a Sevilla.

Murió en Sevilla a los 19 años de edad. Inicialmente fue sepultada en el panteón familiar en el palacio de San Telmo, siendo trasladados sus restos el 22 de octubre de 1887 al Panteón de Infantes del Monasterio de El Escorial, donde yace en la primera cámara sepulcral:
AMALIAE AB ORLEANS VITA FVNCTAE., ANNO MDCCCLXX

## Títulos
| ● 28 de agosto de 1851-9 de noviembre de 1870: | Su alteza real la infanta María Amalia de Orleans |